# كريس دوتري
كريستوفر آدم دوتري معروف بـ كريس دوتري (بالإنجليزية: Chris Daughtry)‏ هو مغني روك وعازف غيتار وكاتب أغاني أمريكي, ولد في 26 ديسمبر 1979, في مقاطعة هاليفاكس، ولاية كارولاينا الشمالية. حصل على المركز الرابع في النسخة الخامسة لبرنامج المسابقات (أمريكان آيدول) وقد خرج منه بعد حصوله على أقل نسبة أصوات في 10 مايو 2006.
أسس فرقته الخاصة بعد خروجه من البرنامج وسماها (Daughtry), أصدرت ألبومها الأول في 21 نوفمبر 2006, وسمي أيضا بـ (Daughtry), بيعت منه أكثر من مليون نسخة بعد خمسة أسابيع فقط من إصداره، ليصبح أسرع ألبوم تحقيقا للمبيعات منذ ظهوره لأول مرة على الإطلاق.  الفرقة تتكون من 5 أعضاء هم: كريس دوتري (قائد الفرقة), جوش بول (آلة الباص), جوي بارنس (الطبول), بريان كرادك (غيتار الإيقاع), وجوش ستيلي (غيتار كهربائي).
احتل ألبومهم الأول (Daughtry) المرتبة الأولى في سباق الأغاني (Billboard Charts), وصمد في التوب 10 لأكثر من 28 أسبوع. طرحوا بعد صدور الألبوم 3 أغاني منفردة وهي (It's Not Over), و(Home), اللتان حققتا المرتبة الأولى في الولايات المتحدة وكندا, وأغنية (What I Want), التي حصلت على مراكز متقدمة في المراكز العشرة الأوائل.
في 6 ديسمبر 2007, ترشح كريس دوتري مع فرقته لأربع جوائز في حفل توزيع جوائز الغرامي الخمسين: أفضل ألبوم روك لـ (Daughtry), أفضل أغنية روك لـ (It's Not Over), أفضل أداء صوتي لفريق ثنائي أو مجموعة في البوب لـ (Home), أفضل أداء صوتي لفريق ثنائي أو مجموعة في الروك لـ (It's Not Over).
في2009 أصدر الألبوم الثاني بعنوان leave this town
و كانت أغنيغ no surprise أول أغنية منفردة من الألبوم وقد وصلت في أسبوعها الأول إلى المرتبة 15

## حياته الخاصة
كريس دوتري متزوج ويقوم برعاية ابنه بالتبني جريفين دوتري (ولد في 1999) وابنة زوجته من زوجها السابق هانا برايس (ولدت في 1997). 

## وصلات خارجية
- كريس دوتري على موقع IMDb (الإنجليزية)
- كريس دوتري على موقع الموسوعة البريطانية (الإنجليزية)
- كريس دوتري على موقع ميوزك برينز (الإنجليزية)
- كريس دوتري على موقع رولينغ ستون (الإنجليزية)
- كريس دوتري على موقع إن إن دي بي (الإنجليزية)
- كريس دوتري على موقع ديسكوغز (الإنجليزية)
- كريس دوتري على موقع قاعدة بيانات الفيلم (الإنجليزية)
- الموقع الرسمي لكريس دوتري
- الموقع الرسمي لفرقة دوتري